# Nicothoe astaci
Nicothoe astaci är en kräftdjursart som beskrevs av Jean Victor Audouin och Milne-Edwards 1826. Nicothoe astaci ingår i släktet Nicothoe, och familjen Nicothoidae. Arten är reproducerande i Sverige.